# Jan Pedersen (direktør)
 For alternative betydninger, se Jan Pedersen. (Se også artikler, som begynder med Jan Pedersen)
Jan Pedersen  (født i 1964) er administrerende direktør i Danske Andelskassers Bank. Jan Pedersen er uddannet cand. merc. fra Handelshøjskolen i Aarhus.
Han har været administrerende direktør i Danske Andelskassers Bank siden 2011 og er endvidere bestyrelsesmedlem i Bankernes EDB Central A/S (BEC), næstformand i Sparinvest Holdings SE samt bestyrelsesmedlem i Fonden for Andelskasserne i område Nord og Fonden for Andelskasserne i område Syd.
Før Jan Pedersen kom til Danske Andelskassers Bank, var han adm. direktør i BNP Paribas Cardif Forsikring, og tidligere ansættelser omfatter SEB og Danske Bank.
Privat bor Jan Pedersen i Viborg, og han løber, cykler og svømmer på et niveau, der gør, at han hvert år siden 2007 har gennemført en Ironman.